# Nes aan de Amstel

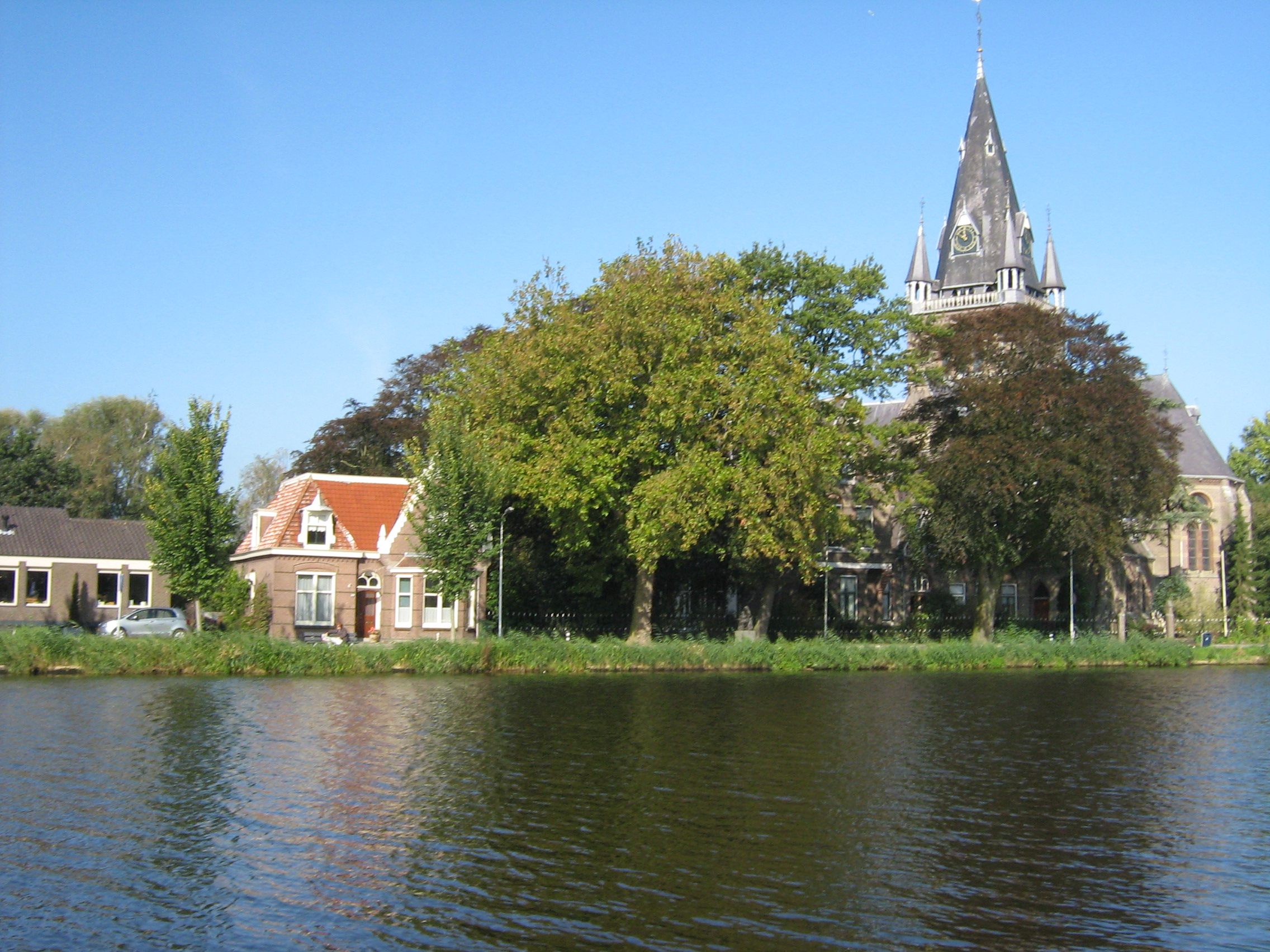
Río Amstel, casas e iglesia.

Nes aan de Amstel (traducido, "Nes del río Amstel") es un pueblo que forma parte del municipio de Amstelveen, provincia de Holanda Septentrional. Toma su nombre del río Amstel, que lo baña, y se encuentra en la linde del pólder Ronde Hoep. El pueblo tiene su origen en el siglo XVI y ha crecido considerablemente desde 1947.
El paisaje urbano se ve dominado por la iglesia católica de St. Urbanuskerk, primera construida por el famoso arquitecto Jos Cuypers.